# Mohamed Salim
Mohamed Salim Mubarak (arabe : محمد سليم مبارك) (né le 13 janvier 1968) est un joueur de football international émirati, qui évoluait au poste de défenseur.

## Biographie

### Carrière en sélection
Avec l'équipe des Émirats arabes unis, il figure notamment dans le groupe des sélectionnés lors de la Coupe du monde de 1990 (sans jouer).
Il dispute également les Coupes d'Asie des nations de 1984 et de 1988.